# Ganeria hahni
Ganeria hahni är en sjöstjärneart som beskrevs av Perrier 1891. Ganeria hahni ingår i släktet Ganeria och familjen Ganeriidae. Inga underarter finns listade i Catalogue of Life.